# Felix van der Linden
Felix Michaël Josephus Marie van der Linden (Sint-Michielsgestel, 16 mei 1929 – Vught, 19 mei 2011) was een Nederlandse beeldhouwer, tekenaar en medailleur.

## Leven en werk
Van der Linden kreeg zijn opleiding aan de Academie in 's-Hertogenbosch als leerling van Wim van de Plas en vervolgens aan de Rijksakademie van beeldende kunsten in Amsterdam, onder leiding van Piet Esser. Hij vervolgde zijn opleiding aan de Accademia di Belle Arti di Brera in Milaan, waar hij les kreeg van de beeldhouwers Luciano Minguzzi en Marino Marini (1958-1959).
Van der Linden stond vooral bekendheid om zijn bronzen dierfiguren, hij maakte daarnaast diverse penningen. Hij was lid van de Beroepsvereniging van Beeldende Kunstenaars, de Brabantse Stichting voor Beeldende Kunst en Edelambacht en de Brabantse Kunststichting. Hij exposeerde meerdere malen, geregeld met andere Brabantse kunstenaars, maar onder andere ook in een driemansexpositie met Gerarda Rueter en Arie Teeuwisse in het Markiezenhof in Bergen op Zoom (1987).
Vanaf 1978 gaf Van der Linden les aan de Academie voor Beeldende Vorming in Tilburg. Tot zijn leerlingen behoorden Luc Bemelmans, Rien Claessen, Wien Cobbenhagen, Riky Schellart, Peter Verbraak en Niko de Wit.
Van der Linden overleed een aantal dagen na zijn 82e verjaardag.

## Werken (selectie)
- 1960: Watervogels, bij school aan de Adriaen Willaertstraat in 's-Hertogenbosch.
- 1961: Fluitspelend kind, Elzenstraat, 's-Hertogenbosch.
- 1962: Bokspringende kinderen, Stationsweg, 's-Hertogenbosch.
- 1967: Maria met kind, Maplehof, Mariahout.
- 1968: Prometheus met het vuur, in het Beatrixpark in 's-Hertogenbosch.
- 1976: Wild varken, Stadskantoor 's-Hertogenbosch.
- 1976: Twee Paarden, bibliotheek Zonnehof, Amersfoort.
- 1984: Rencontre, Fellenoord, Eindhoven.
- 1986: Chevalier, in de beeldentuin van het Markiezenhof in Bergen op Zoom.
- 1986: Bronzen paard genaamd Force, Martinetstraat, Deurne.
- De Vlucht, Bevrijdingspark, Uden.

## Galerij

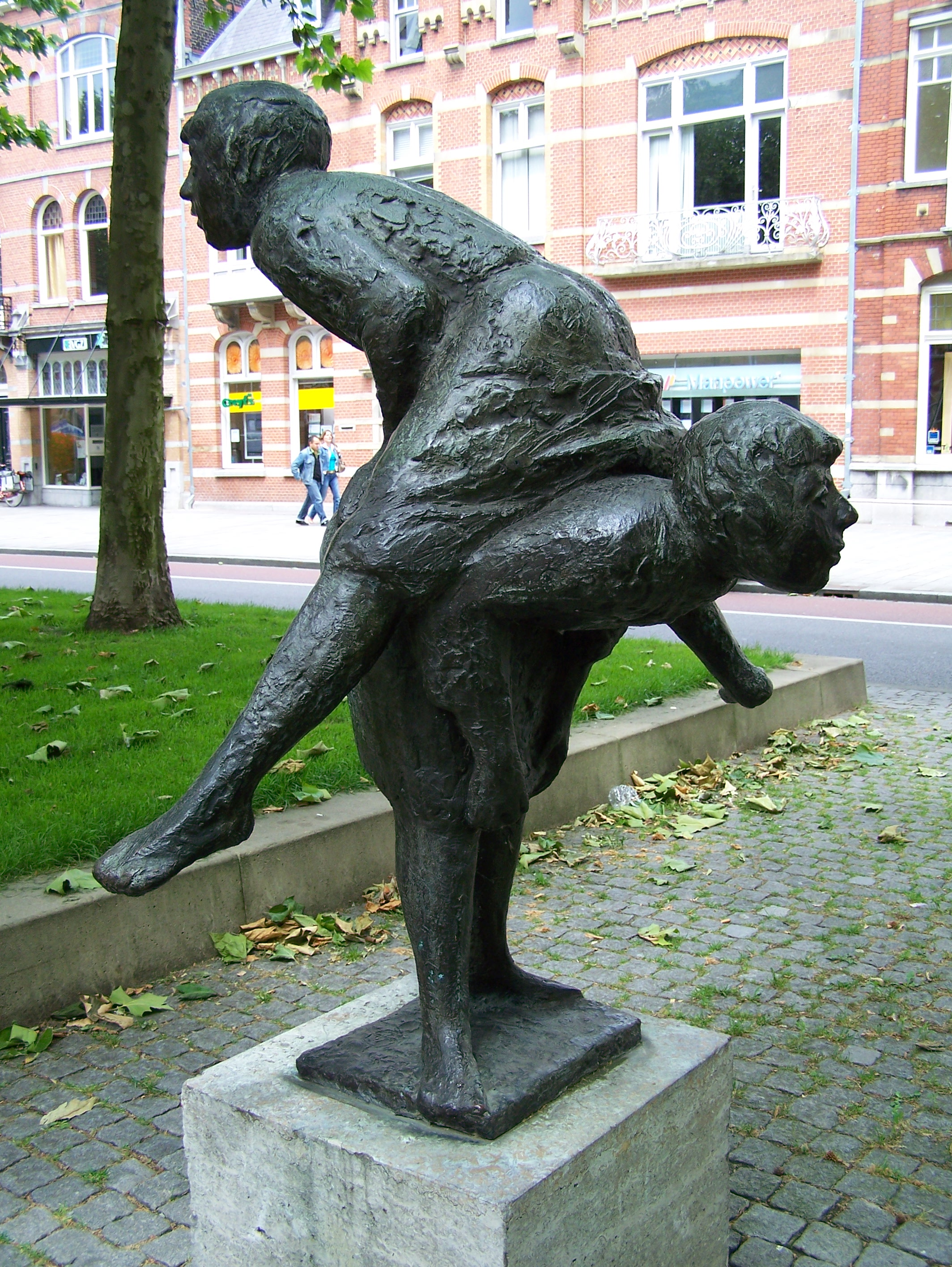
Bokspringende kinderen (1962)
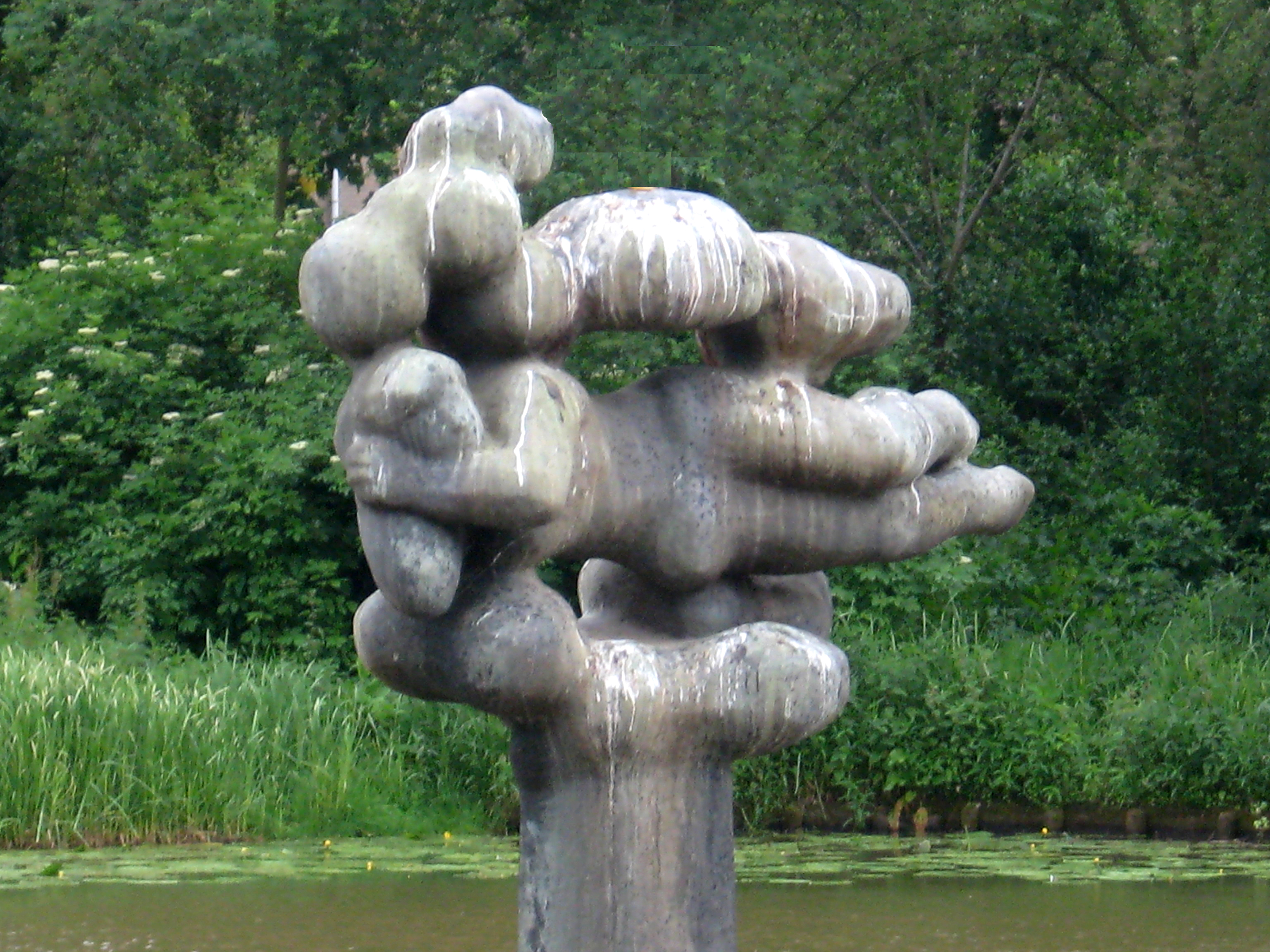
Prometheus met het vuur (1968)
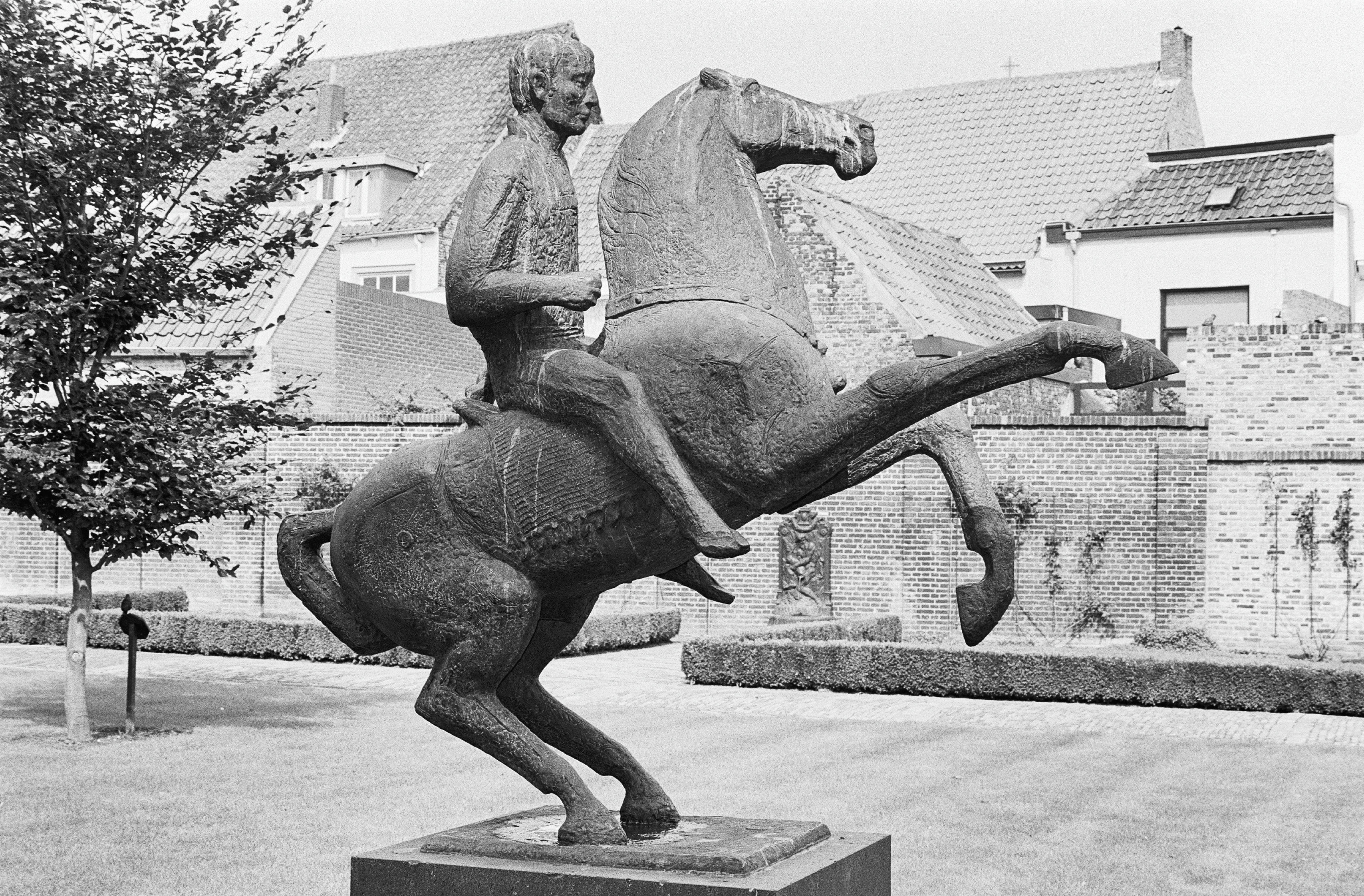
Chevalier (1986)
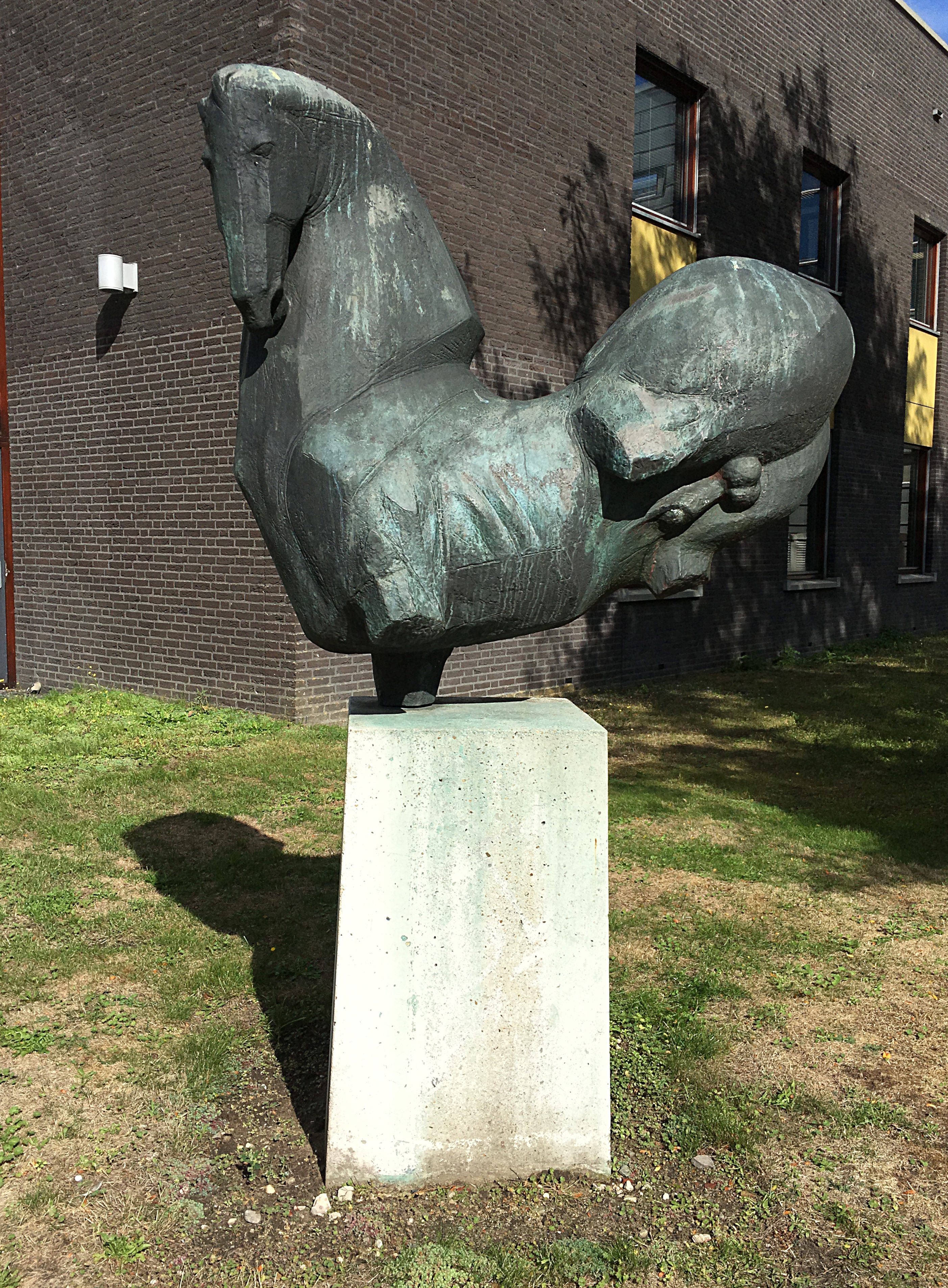
Bronzen paard genaamd Force (1986)

- RKD-Nederlands Instituut voor Kunstgeschiedenis: 50133